# Giuseppe Tatarella
Giuseppe Tatarella, dit  Pinocchio (né le 17 septembre 1935 à Cerignola et mort le 8 février 1999  à Turin) est un homme politique italien.

## Biographie
Député de la VIIIe à la XIIIe législature (jusqu'à son décès), Giuseppe Tatarella fut vice-président du Conseil des ministres, chargé des Postes et Télécommunications dans le gouvernement Berlusconi I.